# Hans van Es
Johannes (Hans) van Es (Tienhoven aan de Lek, 24 september 1930 – 8 september 2022) was een Nederlands politicus van de ARP en later het CDA.

## Biografie
Van 1950 tot 1963 zat hij in het onderwijs. Van Es was hoofd van een protestant-christelijke lagere school in Polsbroek en daarnaast gemeenteraadslid voor hij in november 1963 benoemd werd tot burgemeester van Oud-Alblas. Medio 1968 volgde zijn benoeming tot burgemeester van Middelharnis en vanaf augustus 1979 was Van Es de burgemeester van Maassluis. In januari 1993 ging hij daar vervroegd met pensioen.
Hans van Es was officier in de Orde van Oranje-Nassau en drager van het Kruis van Verdienste van de Koninklijke Nederlandse Vereniging voor Brandweer en Hulpverlening.
Van Es overleed op 91-jarige leeftijd.